# Seuil de connaissance
Le seuil de connaissance (anglais : threshold knowledge) est un terme dans l'étude de l'enseignement supérieur utilisé pour décrire les concepts de base – ou concepts-seuil – qui, une fois compris, transforment la perception d'un sujet, d'un phénomène ou d'une expérience donnés.

## Terminologie
Le terme a été introduit par Jan Meyer et Ray Land,,,, Meyer et Land discutent également de l'idée connexe de connaissances gênantes, des idées qui semblent étrangères ou contre-intuitives,,. La théorie soutient que :

« ...il y a certains concepts, ou certaines expériences d'apprentissage, qui ressemblent au passage d'un portail, à partir duquel une nouvelle perspective s'ouvre, permettant à des choses auparavant non perçues d'apparaître. Cela permet une nouvelle façon, auparavant inaccessible, de penser à quelque chose. Il s'agit d'une nouvelle façon de comprendre, d'interpréter ou de voir quelque chose, sans laquelle l'apprenant ne peut progresser, et qui entraîne une reformulation du cadre de signification de l'apprenant. L'approche des seuils souligne également l'importance des contextes disciplinaires. La compréhension d'un concept seuil peut donc entraîner une transformation de la vision interne de la matière, du paysage de la matière ou même de la vision du monde. Des exemples typiques pourraient être « l'identité de la personne » en philosophie, « l'hypothèse vérifiable » en biologie, « la gravité » en physique, « la puissance réactive » en génie électrique, « la dépréciation » en comptabilité, « la narration juridique » en droit, « le temps géologique » en géologie, « l'incertitude » en science environnementale, « la déconstruction » en littérature, « la limite » en mathématiques ou « la programmation orientée objet » en informatique. »

Ces idées ont été explorées par plusieurs chercheurs dans divers contextes disciplinaires, notamment :
- Théorie internationale[4] ;
- Enseignement des sciences[5],[6] ;
- Économie[7],[8] ;
- Éducation sanitaire[9] ;
- Divers[10],[11] ;
- Statistiques[12] ;
- Maîtrise de l'information[13] ;
- Études d'écriture[14].